# Gonatoraphis lysistrata
Gonatoraphis lysistrata là một loài nhện trong họ Linyphiidae. Loài này được phát hiện ở Colombia.